# Mochlus somalicum
Espèce
Synonymes
- Riopa modesta somalica Parker, 1942
- Lygosoma somalicum (Parker, 1942)

Mochlus somalicum est une espèce de sauriens de la famille des Scincidae.

## Répartition
Cette espèce se rencontre en Somalie, dans l'est de l'Éthiopie, dans le sud-est du Kenya et dans le nord-est de la Tanzanie.

## Étymologie
Cette espèce est nommée en référence au lieu de sa découverte : la Somalie.

## Publication originale
- Parker, 1942 : The lizards of British Somaliland. Bulletin of the Museum of Comparative Zoology Harvard, vol. 91, no 1, p. 1–101 (texte intégral).